# باولو سيرانو
باولو سيرانو هو عارض فلبيني، ولد في 17 أغسطس 1987 في ماكاتي في الفلبين.

## وصلات خارجية
- باولو سيرانو على موقع IMDb (الإنجليزية)
- باولو سيرانو على موقع قاعدة بيانات الفيلم (الإنجليزية)